# Список губернаторов Южной Дакоты
Губернатор Южной Дакоты (англ. Governor of South Dakota) — глава американского штата Южная Дакота и его исполнительной власти, а также главнокомандующий вооружёнными силами штата. Губернатор имеет право подписывать законы или накладывать вето, а также созывать Законодательное собрание на экстренное заседание. Губернатор может избираться только два срока подряд и получает право на переизбрание после четырёх лет отсутствия на посту. 
Нынешний губернатор — республиканец Ларри Роден, вступившаий в должность 25 января 2025.

## История
Южная Дакота — традиционно республиканский штат; за всю её историю только шесть губернаторов не были членами этой партии, республиканцы занимают пост губернатора с 1979 года, что является самым длинным периодом республиканского правления и самым продолжительным периодом контроля одной партии в целом в стране.
Первоначально губернатор Южной Дакоты избирался на два года без ограничений на количество сроков. В 1940-х годах губернаторы были ограничены двумя сроками подряд. В 1974 году срок полномочий губернатора был увеличен до четырёх лет. Кандидат в губернаторы определяется на предварительных выборах, а кандидат в вице-губернаторы на партийном съезде. Выбираются они одновременно.
Первым губернатором Южной Дакоты был Артур К. Миллитт, который также был последним губернатором Территории Дакота и первым губернатором избранным жителями.
Двое губернаторов Южной Дакоты покинули свои посты до истечения срока их полномочий. В 1978 году Ричард Ф. Кнайп ушёл в отставку за шесть месяцев до истечения срока полномочий, чтобы стать послом США в Сингапуре. В 1993 году Джордж С. Микельсон погиб в авиакатастрофе; Микельсон — единственный губернатор Южной Дакоты, умерший при исполнении служебных обязанностей. Микельсон и его отец, Джордж Т. Микельсон, — единственный дуэт отца и сына, занимавшие пост губернатора.
Ричард Ф. Кнайп — самый молодой губернатор за всю историю штата, последний губернатор Южной Дакоты, избранный на двухлетний срок, первый губернатор, избранный на четырёхлетний срок и первый губернатор, которого избирали трижды. Дольше всех губернатором Южной Дакоты был Билл Дженклоу, четыре раза избиравшийся губернатором, в 1978, 1982, 1994 и 1998 годах.
Несколько губернаторов по окончании своих сроков занимали другие высокие посты. Коу А. Кроуфорд, Питер Норбек, Уильям Г. Макмастер, Уильям Дж. Бюлоу, Харлан Дж. Бушфилд и Майк Раундз, покинув пост губернатора, избирались в Сенат Соединённых Штатов. Билл Дженклоу после своего второго пребывания на посту губернатора некоторое время работал в Палате представителей Соединённых Штатов.
Кристи Ноэм — первая женщина-губернатор в истории Южной Дакоты.

## Список губернаторов Территории Дакота
За всё время существования Территории Дакота со 2 марта 1861 по 2 ноября 1889 года её губернаторами были десять человек, из них восемь республиканцев, один демократ и один независимый. Кроме того, один человек ранее был временным губернатором, а один в этот период исполнял обязанности губернатора. Губернатор территории назначался президентом Соединённых Штатов.
В январе 1859 года, ещё до официального создания Территории Дакота, был сформирован временный законодательный орган, который избрал Уилмота Брукингса губернатором территории. Однако федеральные власти отказалось признать его законным главой исполнительной власти.
| #    | Портрет | Губернатор         | Срок полномочий      | Срок полномочий      | Срок полномочий | Партия        | Президент                         | Прим. |
| #    | Портрет | Губернатор         | Вступил в должность  | Покинул должность    | Дни             | Партия        | Президент                         | Прим. |
| ---- | ------- | ------------------ | -------------------- | -------------------- | --------------- | ------------- | --------------------------------- | --- |
| 1    |         | Уильям Джейн       | 27 мая 1861 года     | 4 марта 1863 года    | 646             | Республиканец | Авраам Линкольн                   | Первый губернатор территории Дакота. Ушёл в отставку. |
| 2    |         | Ньютон Эдмундс     | 17 октября 1863 года | 3 сентября 1866 года | 1279            | Республиканец | Авраам Линкольн                   | Назначен при поддержке бывшего губернатора У. Джейна. Уволен во многом за политику мира с индейцами. |
| 3    |         | Эндрю Д. Фолк      | 3 сентября 1866 года | 10 мая 1869 года     | 980             | Республиканец | Эндрю Джонсон                     | Исполнял обязанности временного губернатора до официального вступления в должность 16 марта 1867 года. Уволен. |
| 4    |         | Джон А. Бёрбанк    | 10 мая 1869 года     | Апрель 1873          | н/д             | Республиканец | Улисс Грант                       | Известен тем, что использовал полномочия губернатора и покровительство со стороны президента У. Гранта, чтобы улучшить своё финансовое благополучие. Уволен. |
| И.о. |         | Эдвин С. Маккук    | Апрель 1873          | Октябрь 1873         | н/д             | Беспартийный  | Улисс Грант                       | Будучи секретарём Территории Дакота был назначен исполняющим обязанности губернатора, чтобы заменить коррумпированного Д. Бёрбанка. Убит из-за личного оскорбления политическим противником, недовольным позицией Маккука в споре о Южной железной дороге Дакоты. |
| 4    |         | Джон А. Бёрбанк    | Октябрь 1873         | 1 января 1874 года   | н/д             | Республиканец | Улисс Грант                       | Добился повторно назначения с помощью своего зятя, сенатора Оливера П. Мортона. После скандала, связанного с Южной железной дорогой Дакоты, окончательно ушёл в отставку.                                                                                         |
| 5    |         | Джон Л. Пеннингтон | 1 января 1874 года   | 12 апреля 1878 года  | 1562            | Республиканец | Улисс Грант                       | Уволен из-за низкой популярности и негативных отзывов о его характере. |
| 6    |         | Уильям А. Говард   | 12 апреля 1878 года  | 10 апреля 1880 года  | 729             | Республиканец | Ратерфорд Хейс                    | Умер. |
| 7    |         | Неемия Дж. Ордуэй  | 10 апреля 1880 года  | 25 июня 1884 года    | 1537            | Республиканец | Ратерфорд Хейс                    | Уволен из-за обвинений в коррупции и лоббировании интересов Северо-Тихоокеанской железной дороги. |
| 8    |         | Гилберт А. Пирс    | 25 июня 1884 года    | 5 февраля 1887 года  | 955             | Республиканец | Честер Артур                      | Ушёл в отставку в августе 1886 года, но оставался на своём посту до 5 февраля 1887 года. |
| 9    |         | Луис К. Чёрч       | 5 февраля 1887 года  | 9 марта 1889 года    | 763             | Демократ      | Гровер Кливленд                   | Был очень непопулярен из-за противодействия разделению Дакоты и её вхождению в Союз по частям. |
| 10   |         | Артур К. Миллитт   | 9 марта 1889 года    | 2 ноября 1889 года   | 238             | Республиканец | Избран жителями Территории Дакота | Последний губернатор Территории Дакота. |

## Список губернаторов штата Южная Дакота
Политические партии
| Республиканцы | Демократы | Популисты |
| ------------- | --------- | --------- |
| 28            | 5         | 1         |

| #  | Портрет                  | Губернатор          | Срок полномочий     | Срок полномочий     | Срок полномочий | Партия        | Вице-губернатор                                             | Прим. |
| #  | Портрет                  | Губернатор          | Вступил в должность | Покинул должность   | Дни             | Партия        | Вице-губернатор                                             | Прим. |
| -- | ------------------------ | ------------------- | ------------------- | ------------------- | --------------- | ------------- | ----------------------------------------------------------- | --- |
| 1  |                          | Артур К. Миллитт    | 22 марта 1889 года  | 3 января 1893 года  | 1383            | Республиканец | Джеймс Х. Флетчер (1889—1891) Джордж Г. Хоффман (1891—1893) | Первый губернатор штата Южная Дакота. |
| 2  |                          | Чарльз Г. Шелдон    | 3 января 1893 года  | 1 января 1897 года  | 1459            | Республиканец | Чарльз Херрейд                                              | |
| 3  |                          | Эндрю Э. Ли         | 1 января 1897 года  | 8 января 1901 года  | 1467            | Популисты     | Дэниел Т. Хайндман (1897—1899) Джон Т. Кин (1899—1901)      | Единственный губернатор Южной Дакоты от третьей партии. На второй срок был избран от альянса демократов, свободных серебряных республиканцев и популистов. Проиграл перевыборы на третий срок.                                                                        |
| 4  |                          | Чарльз Херрейд      | 8 января 1901 года  | 3 января 1905 года  | 1456            | Республиканец | Джордж Сноу                                                 | Отказался баллотироваться на третий срок, вернувшись к юридической практике. |
| 5  |                          | Сэмюэл Г. Элрод     | 1 января 1905 года  | 8 января 1907 года  | 735             | Республиканец | Джон Э. Макдугалл                                           | Отказался баллотироваться на второй срок. |
| 6  |                          | Коу А. Кроуфорд     | 8 января 1907 года  | 5 января 1909 года  | 728             | Республиканец | Говард К. Шобер                                             | Отказался баллотироваться на второй срок чтобы избираться в Сенат США. |
| 7  |                          | Роберт С. Весси     | 5 января 1909 года  | 7 января 1913 года  | 1463            | Республиканец | Говард К. Шобер (1909—1911) Фрэнк М. Бирн (1911—1913)       | После двух сроков на посту губернатора переехал в Калифорнию. |
| 8  |                          | Фрэнк М. Бирн       | 7 января 1913 года  | 2 января 1917 года  | 1456            | Республиканец | Эдвард Л. Абель (1913—1915) Питер Норбек (1915—1917)        | |
| 9  |                          | Питер Норбек        | 2 января 1917 года  | 4 января 1921 года  | 1463            | Республиканец | Уильям Г. Макмастер                                         | Отказался баллотироваться на третий срок, чтобы избраться в Сенат США. |
| 10 |                          | Уильям Г. Макмастер | 4 января 1921 года  | 6 января 1925 года  | 1463            | Республиканец | Карл Гундерсон                                              | Отказался баллотироваться на третий срок, чтобы избраться в Сенат США. |
| 11 |                          | Карл Гундерсон      | 6 января 1925 года  | 4 января 1927 года  | 728             | Республиканец | Алва К. Форни                                               | Проиграл перевыборы. |
| 12 |                          | Уильям Дж. Бюлоу    | 4 января 1927 года  | 6 января 1931 года  | 2191            | Демократ      | Хайат Кови (1927—1929) Кларенс Койн (1929)                  | Отказался баллотироваться на третий срок, чтобы избраться в Сенат США. |
| 12 | Джон Григсби (1929—1931) | Уильям Дж. Бюлоу    | 4 января 1927 года  | 6 января 1931 года  | 2191            | Демократ      |                                                             | Отказался баллотироваться на третий срок, чтобы избраться в Сенат США. |
| 13 |                          | Уоррен Грин         | 6 января 1931 года  | 3 января 1933 года  | 728             | Республиканец | Оделл Уитни                                                 | Проиграл перевыборы. |
| 14 |                          | Том М. Берри        | 3 января 1933 года  | 5 января 1937 года  | 1463            | Демократ      | Ханс Уструд (1933—1935) Роберт Д. Петерсон (1935—1937)      | Проиграл перевыборы на третий срок. |
| 15 |                          | Лесли Дженсен       | 5 января 1937 года  | 3 января 1939 года  | 728             | Республиканец | Дональд Макмерчи                                            | Отказался от переизбрания на пост губернатора ради выборов в Сенат США, но проиграл. |
| 16 |                          | Харлан Дж. Бушфилд  | 3 января 1939 года  | 5 января 1943 года  | 1463            | Республиканец | Дональд Макмерчи (1939—1941) Альберт Миллер (1941—1943)     | Известен как «один из самых консервативных губернаторов штата за всю историю». В 1942 году избран в Сенат США. |
| 17 |                          | Меррелл К. Шарп     | 5 января 1943 года  | 7 января 1947 года  | 1463            | Республиканец | Альберт Миллер (1943—1945) Сью К. Григсби (1945—1947)       | Не смог баллотироваться на третий срок, проиграв праймериз. |
| 18 |                          | Джордж Т. Микельсон | 7 января 1947 года  | 2 января 1951 года  | 1456            | Республиканец | Сью К. Григсби (1947—1949) Рекс Терри (1949—1951)           | |
| 19 |                          | Сигурд Андерсон     | 2 января 1951 года  | 4 января 1955 года  | 1463            | Республиканец | Рекс Терри                                                  | В 1952 году был переизбран, получив более 200 000 голосов. Рекорд Андерсона был побит только Майком Раундзом в 2006 году. |
| 20 |                          | Джо Фосс            | 4 января 1955 года  | 6 января 1959 года  | 1463            | Республиканец | Л. Рой Хук                                                  | |
| 21 |                          | Ральф Херсет        | 6 января 1959 года  | 3 января 1961 года  | 728             | Демократ      | Джон Ф. Линдли                                              | Проиграл перевыборы. |
| 22 |                          | Арчи М. Губбруд     | 3 января 1961 года  | 5 января 1965 года  | 1463            | Республиканец | Джозеф Г. Боттум (1961—1962) Нильс Боу (1962—1965)          | Отказался баллотироваться на третий срок. |
| 23 |                          | Нильс Боу           | 5 января 1965 года  | 7 января 1969 года  | 1463            | Республиканец | Лем Оверпек                                                 | Отказался баллотироваться на третий срок. |
| 24 |                          | Фрэнк Л. Фаррар     | 7 января 1969 года  | 5 января 1971 года  | 728             | Республиканец | Джеймс Абднор                                               | Проиграл перевыборы. |
| 25 |                          | Ричард Ф. Кнайп     | 5 января 1971 года  | 24 июля 1978 года   | 2757            | Демократ      | Уильям Догерти (1971—1975) Харви Л. Уоллмен (1975—1978)     | Самый молодой губернатор за всю историю штата, последний губернатор Южной Дакоты, избранный на двухлетний срок, первый губернатор, избранный на четырёхлетний срок и первый губернатор, которого избирали трижды. Ушёл в отставку чтобы стать послом США в Сингапуре. |
| 26 |                          | Харви Л. Уоллмен    | 24 июля 1978 года   | 1 января 1979 года  | 161             | Демократ      | Вакантна                                                    | Как вице-губернатор исполнял обязанности губернатора до истечения срока Р. Кнайпа. Проиграл праймериз. |
| 27 |                          | Билл Дженклоу       | 1 января 1979 года  | 6 января 1987 года  | 2927            | Республиканец | Лоуэлл Хансен II                                            | Был переизбран в 1982 году, набрав 70,9 % голосов, что является самым лучшим результатом, полученным кандидатом в губернаторы в истории штата. |
| 28 |                          | Джордж С. Микельсон | 6 января 1987 года  | 19 апреля 1993 года | 2295            | Республиканец | Уолтер Д. Миллер                                            | Сын 18-го губернатора Джорджа Т. Микельсона. Погиб в авиакатастрофе. Единственный губернатор Южной Дакоты, умерший при исполнении служебных обязанностей. |
| 29 |                          | Уолтер Д. Миллер    | 19 апреля 1993 года | 7 января 1995 года  | 628             | Республиканец | Стив Т. Кирби                                               | Как вице-губернатор исполнял обязанности губернатора до истечения срока Джорджа С. Микельсона. Проиграл праймериз. |
| 30 |                          | Билл Дженклоу       | 7 января 1995 года  | 7 января 2003 года  | 2922            | Республиканец | Кэрол Хиллард                                               | Первый человек в истории штата, который восемь полных лет занимал должность губернатора. |
| 31 |                          | Майкл Раундз        | 7 января 2003 года  | 8 января 2011 года  | 2923            | Республиканец | Деннис Дагерд                                               | |
| 32 |                          | Деннис Дагерд       | 8 января 2011 года  | 5 января 2019 года  | 2919            | Республиканец | Мэтт Майклс                                                 | |
| 33 |                          | Кристи Ноэм         | 5 января 2019 года  | 25 января 2025 года | 2386            | Республиканец | Ларри Роден                                                 | Первая женщина-губернатор в истории Южной Дакоты. |
| 34 |                          | Ларри Роден         | 25 января 2025 года | Действующий         | 174             | Республиканец |                                                             | |